# إدغاردو دياز (موسيقي)
إدغاردو دياز (بالإنجليزية: Edgardo Díaz)‏ هو موسيقي أمريكي، ولد في 1960 في بنما في بنما.